# Calle del Aire (Cartagena)
La calle del Aire es una calle peatonal del casco antiguo de la ciudad española de Cartagena (Región de Murcia). En ella desembocan las calles de la Jara, San Miguel y de los Cuatro Santos por un lado, y Madeiras y Príncipe de Vergara por otro, además de la plaza San Sebastián.

## Historia

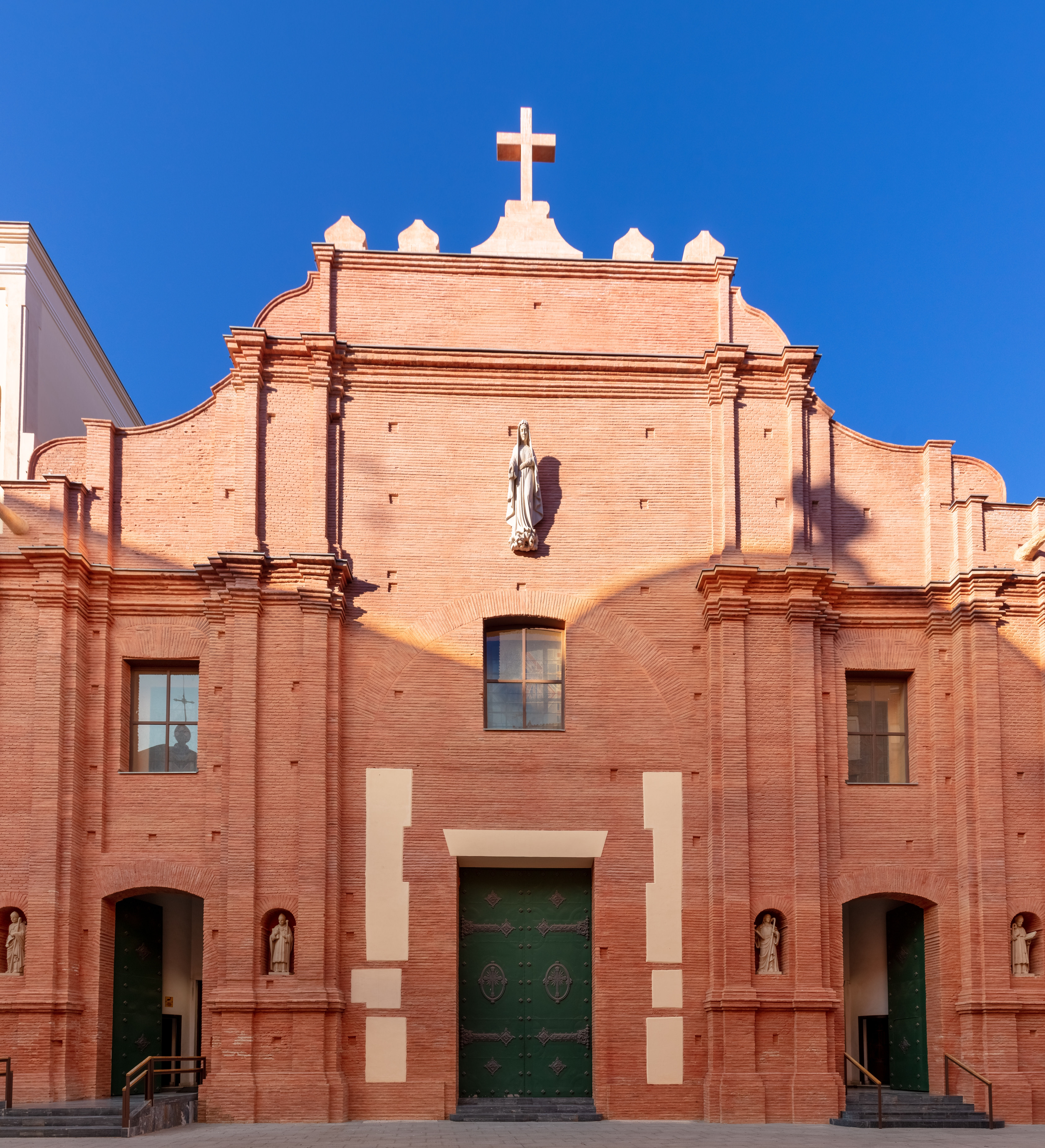
La iglesia de Santa María de Gracia.

El nombre de la calle ha cambiado en diferentes ocasiones a lo largo del tiempo: inicialmente se llamaba calle de Santa María de Gracia, por estar en ella la ermita del mismo nombre, germen de la iglesia que se construiría en el siglo XVIII; a mediados del siglo XVI se la conocía como del Granero, a causa de los almacenes que se instalaron allí para almacenar el cereal recaudado por el Obispo a través de los diezmos; a partir de 1755 tomó el apellido de un conocido funcionario del Hospital de Galeras que vivía en la zona, Antonio Ayre, y permaneció en la memoria de los ciudadanos, siendo inútil el intento del Ayuntamiento de cambiar posteriormente el nombre de la calle por Pí y Margall por el arraigo del primero.
En la calle del Aire tuvieron su lugar muchos concurridos negocios hoy día desaparecidos y reemplazados, entre los que podemos señalar distintos locales de hostelería, la imprenta de Vicente Velázquez y desde 1920 la primera redacción del periódico El Eco de Cartagena, antes de trasladarse en 1936 a la plaza de los Tres Reyes. Entre los edificios notables que prevalecen están el de la Sociedad Económica de Amigos del País, fundada en 1833; el Gran Hotel, principal muestra del modernismo en la Región de Murcia; la iglesia de Santa María de Gracia, proyectada para ser la catedral de la diócesis; la sede de la cofradía de los californios y la iglesia de Santo Domingo, si bien esta daba a esta calle a través de la puerta trasera.
Actualmente, la calle es semipeatonal, estando abierta al tráfico rodado. Goza de gran popularidad por ser la vía por la que pasan o de la que parten todos los cortejos procesionales de Semana Santa. Además, durante el resto del año, también se ha convertido en un importante punto de encuentro para el ocio nocturno.

## Semana Santa
Durante la Semana Santa la calle tiene un lugar destacado durante la fiesta, puesto que al estar en ella la iglesia de Santa María de Gracia, la principal de Cartagena, por ella transcurren o parten casi todas las procesiones.
Anexa a la citada iglesia se encuentra la sede social de la cofradía california, frente a la cual luce un azulejo de la Virgen del Primer Dolor, aplicado sobre la fachada trasera de la iglesia de Santo Domingo. Otros azulejos en la misma calle que recuerdan su esencia cofrade son los del Cristo del Prendimiento y el Cristo de la Coronación de Espinas. 
A excepción del viacrucis de la cofradía del Socorro, la procesión del Martes Santo y dos de las procesiones del Encuentro, todas las demás parten de la iglesia de Santa María de Gracia. No obstante, la totalidad de las procesiones se recogen o transitan por ella.